# Pralni oreščki
Drevo pralnih oreškov (Sapindus mukorossi), (hindi: रीठा, rīṭhā, Ritha;  tudi Doadni, Doda ali Dodan) je eno pomembnejših manjših dreves v tropskih in subtropskih predelih Azije. Najbolj zaželen del drevesa je njegov plod, ki je že stoletja uporabljen kot pralno sredstvo.
Rastlina je razširjena od Afganistana do Kitajske, natančeneje v predelih z glinasto podlago in letno količino padavin med 1500 in 2000 mm.
Lahko doseže starost 70 in več let, višino do 25 m in premer debla 3-5 m. Lubje mladih dreves je gladko in svetlo sive barve ter temno sive pri starejših.
Pri desetih letih drevo prvič obrodi oranžne, lepljive oreščke, ki se obirajo v septembru. Po sušenju sadje ni več lepljivo in dobi rdečkasto rjavo do temno rjavo barvo.
Lupina oreška vsebuje do 15% saponinov, kar določa kakovost letine in starosti drevesa.

## Pralni oreški
Plodovi se uporabljajo tako pri tradicionalnem indijskem načinu pranja las in oblek, kot tudi v kitajski in ajurvedski medicini.
V različnih oblikah so dostopni tudi v Sloveniji, od celotnih oreškov oz. njihovih polovic do praška ali pralne tekočine.
Za pranje perila se oreške razpolovi, odstrani črna jedrca ter lupino in se jih v bombažni vrečki (lahko tudi stari nogavici) vstavi v boben za perilo. Količina oreškov je odvisna od temperature pranja in trdote vode in se giblje med 3-7 polovicami jedrc. Pralni oreščki se lahko pri temperaturi 40 °C uporabijo za dve pranji, nato se jih kompostira. Za pranje belih oblek je priporočljivo občasno dodajanje belila (na primer čajna žlička pecilnega praška), saj prepreči sivenje (pralni oreščki ne vsebujejo naravnih belil). Odvisno od trdote vode je priporočeno dodajanje mehčalcev ali citronske kisline (limonin sok; nastane saponinglikoksid s podobnim učinkom). Oreški ne vsebujejo dišav, zato se jim lahko za prijetnejši vonji perila doda nekaj kapljic eteričnega olja (sivka, limona, sporiš/železnjak).
Za pripravo gela za tuširanje oz. šampona se pralne oreške skuha v vodi ter se nastalo obaro prelije v steklenico. Uporabiti se jo, da tudi kot vsestransko čistilo v gospodinjstvu.

## Učinek
Test Öko-Test je leta 2003 pokazal, da se perilo s pralnimi oreščki opere nekoliko slabše, odvisno od vrste madeža. Včasih se želeni učinek doseže le ob uporabi vroče vode.
Kljub temu Planet Wissen v svoji objavi pokaže, da se jih lahko brez problemov uporabi v večini primerov. Perilo je čisto, kemična belilna sredstva pa so praktično nepotrebna. Vendar je treba opozoriti, da nekaterih učinkovin pralnih oreškov ni mogoče popolnoma izprati s perila, opranega z njimi. Pri nepravilni uporabi vrečke z oreščki se lahko koščki le-teh zataknejo v pralni boben.
V raziskavi evropskih »mladih znanstvenikov« leta 2007 je poskus pokazal, da so pralni oreščki le 93 % razgradljivi. Tako so se izkazali za ekološko manj sprejemljive od konvencionalnih pralnih sredstev, ki lahko dosežejo tudi 98 % biološko razgradljivost. Kljub temu v kratki predstavitvi projekta ni natančnih podatkov o izvedbi poskusa. Raziskava Böhler Analytik GmbH je 100 % biološko razgradljivost dokazala, razgrajanje traja 22 dni (93 % razgradljivost je dosežena v 6 dneh).
Zanimivo je, da vodni izvleček pralnih oreščkov vsebuje sredstvo proti patogenim glivam.

## Ostalo
Z večjo uporabo pralnih oreščkov v Zahodni Evropi, se je med letoma 2003 in 2008 zelo povečala cena v matični državi - Indiji. Posledica tega je, da si jih lokalno prebivalstvo ne more več privoščiti in uporablja agresivnejše kemične detergente, kar vodi do večje onesnaženosti vode. Toda tudi pred evropskih »odkritjem« pralnih oreškov so jih na tradicionalen način uporabljali le še redki Indijci, saj so kemična pralna sredstva cenejša in lažja za uporabo pri ročnem pranju (večina Indijcev še nima pralnih strojev).